# Anodonthyla montana
Anodonthyla montana е вид жаба от семейство Microhylidae. Видът е световно застрашен, със статут Уязвим.

## Разпространение
Разпространен е в Мадагаскар.

## Описание
Популацията на вида е стабилна.